# 熱力学的状態方程式
熱力学的状態方程式（英: thermodynamic equation of state）は、内部エネルギーの体積依存性またはエンタルピーの圧力依存性と、状態方程式の間の関係式である。温度一定のもとでの内部エネルギー U の体積依存性 (∂U/∂V)T は、温度 T、体積 V における圧力 P を与える状態方程式 P = P(V, T) と
{\displaystyle \left({\frac {\partial U}{\partial V}}\right)_{T}=T\left({\frac {\partial P}{\partial T}}\right)_{V}-P}
の関係にある。この方程式は、エネルギー方程式（英: energy equationとも呼ばれる。温度一定のもとでのエンタルピー H の圧力依存性 (∂H/∂P)T は、温度 T、圧力 P における体積 V を与える状態方程式 V = V(P, T) と
{\displaystyle \left({\frac {\partial H}{\partial P}}\right)_{T}=V-T\left({\frac {\partial V}{\partial T}}\right)_{P}}
の関係にある。

## 導出
熱力学第一法則と熱力学第二法則により、内部エネルギー U の全微分 dU は
{\displaystyle \mathrm {d} U=T\mathrm {d} S-P\mathrm {d} V}
と表される。ここで T は熱力学温度、 S はエントロピー、P は圧力、V は体積である。この式から (∂U/∂V)T は
{\displaystyle \left({\frac {\partial U}{\partial V}}\right)_{T}=T\left({\frac {\partial S}{\partial V}}\right)_{T}-P}
となることが分かり、マクスウェルの関係式
{\displaystyle \left({\frac {\partial S}{\partial V}}\right)_{T}=\left({\frac {\partial P}{\partial T}}\right)_{V}}
を使うと、内部エネルギーに関する熱力学的状態方程式
{\displaystyle \left({\frac {\partial U}{\partial V}}\right)_{T}=T\left({\frac {\partial P}{\partial T}}\right)_{V}-P}
が導かれる。
エンタルピーの定義式 H = U + PV と dU = TdS + PdV からエンタルピー の全微分 dH は
{\displaystyle \mathrm {d} H=T\mathrm {d} S+V\mathrm {d} P}
と表される。この式から (∂H/∂P)T は
{\displaystyle \left({\frac {\partial H}{\partial P}}\right)_{T}=T\left({\frac {\partial S}{\partial P}}\right)_{T}+V}
となることが分かり、マクスウェルの関係式
{\displaystyle \left({\frac {\partial S}{\partial P}}\right)_{T}=-\left({\frac {\partial V}{\partial T}}\right)_{P}}
を使うと、エンタルピーに関する熱力学的状態方程式
{\displaystyle \left({\frac {\partial H}{\partial P}}\right)_{T}=-T\left({\frac {\partial V}{\partial T}}\right)_{P}+V}
が導かれる。

## 応用例

### 定圧熱容量と定積熱容量の差
ある熱力学系に微小熱量 d′Q を準静的に加えて、系の内部エネルギー、体積、温度がそれぞれ dU、dV、dT だけ変化したとする。このとき、体積変化に伴う仕事以外の仕事を系がしなかったなら、熱力学第一法則より
{\displaystyle \mathrm {d} 'Q=\mathrm {d} U+P\mathrm {d} V}
が成り立つ。内部エネルギーを T と V の関数と考えれば、dU は
{\displaystyle \mathrm {d} U=\left({\frac {\partial U}{\partial T}}\right)_{V}\mathrm {d} T+\left({\frac {\partial U}{\partial V}}\right)_{T}\mathrm {d} V}
で与えられるので、これを d′Q = dU + PdV に代入すると d′Q は
{\displaystyle \mathrm {d} 'Q=\left({\frac {\partial U}{\partial T}}\right)_{V}\mathrm {d} T+\left[\left({\frac {\partial U}{\partial V}}\right)_{T}+P\right]\mathrm {d} V}
と表される。熱容量 C は d′Q/dT で定義されるので、定積過程では
{\displaystyle C_{V}=\left({\frac {\partial U}{\partial T}}\right)_{V}}
であり、定圧過程では
{\displaystyle C_{P}=\left({\frac {\partial U}{\partial T}}\right)_{V}+\left[\left({\frac {\partial U}{\partial V}}\right)_{T}+P\right]\left({\frac {\partial V}{\partial T}}\right)_{P}}
である。
ここで熱力学的状態方程式
{\displaystyle \left({\frac {\partial U}{\partial V}}\right)_{T}=T\left({\frac {\partial P}{\partial T}}\right)_{V}-P}
を用いると、関係式
{\displaystyle C_{P}-C_{V}=T\left({\frac {\partial P}{\partial T}}\right)_{V}\left({\frac {\partial V}{\partial T}}\right)_{P}}
が導かれる。この関係式は定積熱容量が定圧熱容量と状態方程式の偏微分係数から計算できることを示している。
さらにここで偏微分の公式を使うと (∂P/∂T)V は
{\displaystyle \left({\frac {\partial P}{\partial T}}\right)_{V}=-\left({\frac {\partial V}{\partial T}}\right)_{P}/\left({\frac {\partial V}{\partial P}}\right)_{T}}
と表すことができ、 (∂V/∂T)P を熱膨張率 α で、(∂V/∂P)T を等温圧縮率 κT でそれぞれ表すと
{\displaystyle \left({\frac {\partial V}{\partial T}}\right)_{P}=V\alpha ,\quad \left({\frac {\partial V}{\partial P}}\right)_{T}=-V\kappa _{T}}
であるので、関係式
{\displaystyle C_{P}-C_{V}={\frac {TV\alpha ^{2}}{\kappa _{T}}}}
が導かれる。熱力学的に安定な系では T, V, κT はいずれも正の値なので、この関係式は、任意の平衡系について CP ≥ CV であることと、 熱膨張率がゼロになる温度・圧力の場合に限ってCP = CV となることを示している。

### ジュール＝トムソン係数
ジュール＝トムソン係数 μJT は次式で定義される。
{\displaystyle \mu _{\text{JT}}=\left({\frac {\partial T}{\partial P}}\right)_{H}}
偏微分の公式と定圧熱容量 CP の定義式を使うと μJT は
{\displaystyle \mu _{\text{JT}}=-\left({\frac {\partial H}{\partial P}}\right)_{T}/\left({\frac {\partial H}{\partial T}}\right)_{P}=-{\frac {1}{C_{P}}}\left({\frac {\partial H}{\partial P}}\right)_{T}}
と表される。ここで熱力学的状態方程式
{\displaystyle \left({\frac {\partial H}{\partial P}}\right)_{T}=-T\left({\frac {\partial V}{\partial T}}\right)_{P}+V}
を使うと、関係式
{\displaystyle \mu _{\text{JT}}={\frac {1}{C_{P}}}\left[T\left({\frac {\partial V}{\partial T}}\right)_{P}-V\right]}
が導かれる。この関係式はジュール＝トムソン係数 μJT が定圧熱容量 CP と状態方程式 V = V(P, T) から計算できることを示している。

### 理想気体

#### ジュールの法則
熱力学的状態方程式を使うと、理想気体について成り立つジュールの法則を熱力学的に導出できる。
気体の物質量を n、気体定数を R とすると、理想気体の状態方程式は PV = nRT である。これを熱力学的状態方程式に代入すると
{\displaystyle \left({\frac {\partial U}{\partial V}}\right)_{T}=T\left({\frac {\partial }{\partial T}}{\frac {nRT}{V}}\right)_{V}-{\frac {nRT}{V}}=0}
および
{\displaystyle \left({\frac {\partial H}{\partial P}}\right)_{T}={\frac {nRT}{P}}-T\left({\frac {\partial }{\partial T}}{\frac {nRT}{P}}\right)_{P}=0}
が得られる。さらに理想気体のエンタルピーが H = U + PV = U + nRT と表されることから
{\displaystyle \left({\frac {\partial H}{\partial V}}\right)_{T}=\left({\frac {\partial U}{\partial V}}+{\frac {\partial }{\partial V}}nRT\right)_{T}=0}
および
{\displaystyle \left({\frac {\partial U}{\partial P}}\right)_{T}=\left({\frac {\partial H}{\partial P}}-{\frac {\partial }{\partial P}}nRT\right)_{T}=0}
が成り立つ。すなわち状態方程式 PV = nRT に従う気体について
{\displaystyle \left({\frac {\partial U}{\partial V}}\right)_{T}=\left({\frac {\partial H}{\partial P}}\right)_{T}=\left({\frac {\partial H}{\partial V}}\right)_{T}=\left({\frac {\partial U}{\partial P}}\right)_{T}=0}
でなければならないことが、熱力学的状態方程式から導かれる。この結果は、T と n が同じならば、理想気体の内部エネルギー U は V にも P にも依らずに同じ値になることを示している。理想気体のエンタルピー H についても同様で、T と n が一定値ならば、 H もまた一定値になる。

#### マイヤーの関係式
先に導いた、定積熱容量 CV と定圧熱容量 CP の間に成り立つ一般式
{\displaystyle C_{P}=C_{V}+\left[\left({\frac {\partial U}{\partial V}}\right)_{T}+P\right]\left({\frac {\partial V}{\partial T}}\right)_{P}}
に、理想気体について成り立つジュールの法則
{\displaystyle \left({\frac {\partial U}{\partial V}}\right)_{T}=0}
および V = nRT'/P を代入すると
{\displaystyle C_{P}=C_{V}+\left(0+P\right)\cdot \left({\frac {\partial }{\partial T}}{\frac {nRT}{P}}\right)_{P}}
より、マイヤーの関係式
{\displaystyle C_{P}=C_{V}+nR}
が導かれる。この導出方法から明らかなように、PV = nRT が成り立つ気体であるならば CV が温度に依存するような気体であってもマイヤーの関係式は成り立つ。そのような気体の場合、CP の温度依存性は CV の温度依存性に等しい。

#### ジュール＝トムソン効果
ジュール＝トムソン係数 μJT は、先に示したように (∂H/∂P)T に比例する。理想気体では (∂H/∂P)T = 0 なので、理想気体の μJT は常にゼロである。よって、理想気体ではジュール＝トムソン効果が起こらない。

### ファンデルワールス気体

#### 断熱自由膨張
熱力学的状態方程式を使うと、ファンデルワールスの状態方程式に従う気体が断熱自由膨張するとき、気体の温度が低下することを示すことができる。
断熱自由膨張では外部との熱のやりとりがなく、なおかつ、気体が外部に仕事をしないので、熱力学第一法則から気体の内部エネルギー U は過程の前後で変化しない。よって、断熱自由膨張するときの気体の温度変化を調べるには、 U 一定の条件下での T の体積依存性 (∂T/∂V)U を調べればよい。偏微分の公式と定積熱容量 CV の定義式を使うと (∂T/∂V)U は
{\displaystyle \left({\frac {\partial T}{\partial V}}\right)_{U}=-\left({\frac {\partial U}{\partial V}}\right)_{T}/\left({\frac {\partial U}{\partial T}}\right)_{V}=-{\frac {1}{C_{V}}}\left({\frac {\partial U}{\partial V}}\right)_{T}}
と表される。ファンデルワールスの状態方程式
{\displaystyle P={\frac {nRT}{V-nb}}-a\left({\frac {n}{V}}\right)^{2}}
を熱力学的状態方程式に代入して計算すると
{\displaystyle \left({\frac {\partial U}{\partial V}}\right)_{T}=T\left({\frac {\partial P}{\partial T}}\right)_{V}-P=a\left({\frac {n}{V}}\right)^{2}}
となるので、U 一定の条件下での T の体積依存性は
{\displaystyle \left({\frac {\partial T}{\partial V}}\right)_{U}=-{\frac {a}{C_{V}}}\left({\frac {n}{V}}\right)^{2}}
となる。ここで、a は分子間の引力を表すパラメータで常に正であり、熱力学的に安定な系では CV も正なので、ファンデルワールスの状態方程式に従う気体の (∂T/∂V)U は常に負である。よってこの気体が断熱自由膨張するとき、気体の温度は必ず低くなる。

#### ジュール＝トムソン膨張
ファンデルワールスの状態方程式に従う気体がジュール＝トムソン膨張するときは、断熱自由膨張のときとは違って、気体の温度が低くなることも高くなることもある。温度変化の向きは膨張前の温度・圧力におけるジュール＝トムソン係数 μJT の符号によって決まる。温度の低下と上昇が入れ替わる温度を、ジュール＝トムソン効果の逆転温度という。熱力学的状態方程式を使うと、逆転温度 Tinv の圧力依存性をファンデルワールスの状態方程式から導くことができる。
逆転温度 Tinv は、ジュール＝トムソン係数 μJT がゼロになる温度である。 μJT は、先に示したように (∂H/∂P)T に比例する。よって、熱力学的状態方程式
{\displaystyle \left({\frac {\partial H}{\partial P}}\right)_{T}=V-T\left({\frac {\partial V}{\partial T}}\right)_{P}}
から
{\displaystyle V=T\left({\frac {\partial V}{\partial T}}\right)_{P}}
のとき、すなわち
{\displaystyle T=V\left({\frac {\partial T}{\partial V}}\right)_{P}}
のときに μJT = 0 となることが分かる。よって逆転温度 Tinv は、ファンデルワールスの状態方程式
{\displaystyle T={\frac {V-nb}{nR}}\left[P+a\left({\frac {n}{V}}\right)^{2}\right]}
および、これを先の式に代入して得られる方程式
{\displaystyle T=V\left({\frac {\partial }{\partial V}}{\frac {V-nb}{nR}}\left[P+a\left({\frac {n}{V}}\right)^{2}\right]\right)_{P}}
を同時に満たす T として求めればよい。適当な代数計算によりこれら二つの方程式から V を消去すると
{\displaystyle T_{\text{inv}}={\frac {2a}{9bR}}\left(2\pm {\sqrt {1-{\frac {3b^{2}}{a}}P}}\right)^{2}}
となり、逆転温度 Tinv が圧力 P の関数として得られる。
得られた Tinv の式から、P < a/3b2 となる圧力においては逆転温度が二つあることが分かる。十分に高い温度では μJT < 0 なので、二つの逆転温度に挟まれた温度領域では μJT > 0 である。この温度領域では、ジュール＝トムソン膨張により気体の温度が下がる。圧力が高くなるにつれて μJT > 0 となる温度範囲は狭まり、P > a/3b2 となる圧力においては逆転温度は存在しない。すなわち、ジュール＝トムソン膨張により気体を冷却できる圧力には上限があることが分かる。

### シュテファン＝ボルツマンの法則
容積 V の容器の内部を真空にして容器の温度を T に保つと、容器内の空洞に電磁場が生じる。この電磁場のエネルギー密度 u は T4 に比例し、容器の材質に依らない。これをシュテファン＝ボルツマンの法則という。熱力学的状態方程式を使うと、電磁場の状態方程式からシュテファン＝ボルツマンの法則を熱力学的に導くことができる。
電磁気学によれば、電磁場が容器の内壁に及ぼす放射圧は u/3 に等しい。よって、u が温度の関数であることをあらわに書くと、空洞の電磁場の状態方程式は
{\displaystyle P={\frac {u(T)}{3}}}
である。一方、空洞の電磁場の内部エネルギーは
{\displaystyle U=u(T)V}
で与えられる。ここで熱力学的状態方程式
{\displaystyle \left({\frac {\partial U}{\partial V}}\right)_{T}=T\left({\frac {\partial P}{\partial T}}\right)_{V}-P}
を用いると
{\displaystyle u(T)={\frac {T}{3}}{\frac {\mathrm {d} u(T)}{\mathrm {d} T}}-{\frac {u(T)}{3}}}
となり、u(T) についての微分方程式
{\displaystyle {\frac {\mathrm {d} u}{\mathrm {d} T}}={\frac {4}{T}}u}
が得られる。この微分方程式は求積法で解くことができて
{\displaystyle \int {\frac {\mathrm {d} u}{u}}=\int {\frac {4}{T}}\mathrm {d} T}
より、A を積分定数としてシュテファン＝ボルツマンの法則
{\displaystyle u=AT^{4}}
が導かれる。

### ゴム弾性

#### 熱力学的状態方程式
長さ L の帯状のゴムバンドの一端を固定し、他端をゆっくりと引っ張ってゴムバンドの長さを L + dL に変化させる過程を考える。このとき、ゴムバンドの張力を K とするならこの準静的過程でゴムバンドになされた仕事は KdL である。よって、ゴムバンドの dU は
{\displaystyle \mathrm {d} U=T\mathrm {d} S-P\mathrm {d} V+K\mathrm {d} L}
で与えられる。この式から (∂U/∂L)T, V は
{\displaystyle \left({\frac {\partial U}{\partial L}}\right)_{T,V}=T\left({\frac {\partial S}{\partial L}}\right)_{T,V}+K}
となることが分かり、ゴムバンドの伸長についてのマクスウェルの関係式
{\displaystyle \left({\frac {\partial S}{\partial L}}\right)_{T,V}=-\left({\frac {\partial K}{\partial T}}\right)_{L,V}}
を使うと、ゴムバンドの内部エネルギーに関する熱力学的状態方程式
{\displaystyle \left({\frac {\partial U}{\partial L}}\right)_{T,V}=-T\left({\frac {\partial K}{\partial T}}\right)_{L,V}+K}
が導かれる。

#### ゴムバンドの状態方程式
マイヤー・フェリの実験によると、長さ L の帯状のゴムバンドの張力 K は温度 T に比例する。
{\displaystyle K=a(L)T}
ここで温度係数 a(L) は長さ L の関数で、L が自然長 L0 （K がゼロのときの長さ）より長ければ、 a(L) > 0 である。L が自然長 L0 のときは K がゼロなので、 a(L0) = 0 である。一般に、熱膨張率がゼロでなければゴムの自然長 L0 が温度に依存するため、a(L) もまた温度に依存する。それゆえ、a(L) が温度に依存しないなら、熱膨張率はゼロでなければならない。
以下この節では、状態方程式 K = a(L)T に従うゴムバンドを理想ゴムと呼び、この最も単純なゴムバンドの熱力学モデルから、どれほどのことが熱力学的に導かれるのかを示す。理想ゴムの熱膨張率はゼロなので、体積 V は温度に依存しない。よって圧力 P が一定であれば、V は常に一定値になる。以下のゴム弾性の議論では、定圧過程のみを考えることして、V 一定を意味する添え字を省略する。

#### 理想ゴムの熱力学的性質
熱力学的状態方程式
{\displaystyle \left({\frac {\partial U}{\partial L}}\right)_{T}=-T\left({\frac {\partial K}{\partial T}}\right)_{L}+K}
に K = a(L)T を代入すると
{\displaystyle \left({\frac {\partial U}{\partial L}}\right)_{T}=0}
となる。すなわち理想ゴムの内部エネルギーは温度が同じならゴムの伸びには依らない。このことは、ゴムを伸ばすときにゴムになされた仕事は、内部エネルギーとしてゴムに蓄積されているわけではなく、すべて外界に熱として放出されることを意味している。
温度が同じであれば理想ゴムの内部エネルギーがゴムの伸びに依らないことから、ゴムの長さを一定に保ったときの熱容量 CL もまたゴムの伸びには依らないことが分かる。なぜなら
{\displaystyle \left({\frac {\partial C_{L}}{\partial L}}\right)_{T}=\left[{\frac {\partial }{\partial L}}\left({\frac {\partial U}{\partial T}}\right)_{L}\right]_{T}=\left[{\frac {\partial }{\partial T}}\left({\frac {\partial U}{\partial L}}\right)_{T}\right]_{L}=0}
であるからである。理想ゴムの熱容量 CL は、自然長のときの定積熱容量 CV に等しく、また熱膨張率がゼロであるから定圧熱容量 CP にも等しい。
熱力学的状態方程式を導くときに用いたマクスウェルの関係式に K = a(L)T を代入すると
{\displaystyle \left({\frac {\partial S}{\partial L}}\right)_{T}=-\left({\frac {\partial K}{\partial T}}\right)_{L}=-a(L)}
となる。 a(L) > 0 より、理想ゴムのエントロピーは温度が一定ならゴムが伸びるほど低くなる。
偏微分の公式と熱容量 CL の定義式を使うと
{\displaystyle \left({\frac {\partial T}{\partial L}}\right)_{S}=-\left({\frac {\partial S}{\partial L}}\right)_{T}/\left({\frac {\partial S}{\partial T}}\right)_{L}={\frac {a(L)}{C_{L}/T}}={\frac {K}{C_{L}}}>0}
が導かれる。すなわち、断熱かつ準静的に理想ゴムを伸長すると、ゴムの温度は上昇する。
偏微分の公式と K = a(L)T を使うと
{\displaystyle \left({\frac {\partial L}{\partial T}}\right)_{K}=-\left({\frac {\partial K}{\partial T}}\right)_{L}/\left({\frac {\partial K}{\partial L}}\right)_{T}=-{\frac {K}{T}}\left({\frac {\partial L}{\partial K}}\right)_{T}}
が導かれる。ゴムが伸びきった状態でなければ引っ張る力が大きいほどゴムが伸びるので (∂L/∂K)T > 0 である。よって、張力を一定に保ったまま温度を上げるとゴムは縮む。ただし張力がゼロであれば、ゴムの長さは自然長のまま変化しない。
ゴムの張力を一定に保ったときの熱容量 CK は、CPとCVの差を求めたときと同様に考えると
{\displaystyle C_{K}=\left({\frac {\partial U}{\partial T}}\right)_{L}+\left[\left({\frac {\partial U}{\partial L}}\right)_{T}-K\right]\left({\frac {\partial L}{\partial T}}\right)_{K}}
で与えられるから、熱力学的状態方程式を使うと
{\displaystyle C_{K}=\left({\frac {\partial U}{\partial T}}\right)_{L}-K\left({\frac {\partial L}{\partial T}}\right)_{K}=C_{L}+{\frac {K^{2}}{T}}\left({\frac {\partial L}{\partial K}}\right)_{T}}
となり、K > 0 であれば CK > CL である。つまりゴムの張力を一定に保ったときの方がゴムの長さを一定に保ったときよりも熱容量が大きくなる。これは、温度を上げるとゴムが縮んで外部に仕事をするためであり、理想気体の熱容量が CP > CV となるのと同じ理由である。